# Theodor Siebs
Theodor Friedrich Clemens Siebs (ur. 26 sierpnia 1862 w Bremie, zm. 28 maja 1941 we Wrocławiu) – niemiecki etnograf i germanista (uczeń Erwina Rohde i Eduarda Sieversa), specjalizujący się m.in. w dialektach fryzyjskich. Autor słownika wymowy niemieckiej (1898).

## Życiorys
Po zdaniu matury w Bremie podjął w latach 1881-1885 studia germanistyki i filologii klasycznej na uniwersytecie w Tybindze oraz germanistyki i lingwistyki porównawczej w Lipsku, jako uczeń m.in. Leskiena i Brugmanna. W 1885 w Lipsku uzyskuje stopień doktora, a w 1888 habilituje się na uniwersytecie we Wrocławiu. Zarówno rozprawa doktorska, jak i habilitacyjna dotyczą języków fryzyjskich. Przez dwa lata pracuje na uniwersytecie we Wrocławiu jako nieetatowy docent (Privatdozent). W latach 1890–1902 jest profesorem na uniwersytecie w Greifswaldzie. Od 1902 do emerytury zatrudniony na stanowisku profesora germanistyki, historii literatury i etnografii na Uniwersytecie Wrocławskim. Wcześniej Katedrą kierowali m.in. Hoffmann von Fallersleben i Karl Weinhold. W swoich badaniach naukowych oraz w dydaktyce preferował badania nad językiem i kulturą fryzyjską oraz językiem regionu Śląska. Jako przewodniczący (od 1902) Śląskiego Towarzystwa Etnograficznego (Schlesische Gesellschaft für Volkskunde). wydawał czasopismo Mitteilungen der Schlesischen Gesellschaft für Volkskunde („Doniesienia Śląskiego Towarzystwa Ludoznawczego”); był inicjatorem „Śląskiego Atlasu Dialektów” oraz „Śląskiego Atlasu Etnograficznego”.

## Słownik Siebsa
Urzędową kodyfikacją wymowy niemieckiej zajmowała się mieszana komisja, której przewodniczył Theodor Siebs. W skład komisji wchodzili też językoznawcy: fonetyk Eduard Sievers z Lipska i anglista Karl Luick z Grazu oraz przedstawiciele teatrów z Berlina, Schwerina i Coburga. W roku 1898 komisja spotkała się na konferencji w Berlinie i w tym samym roku Siebs opublikował jej ustalenia w książce Deutsche Bühnenaussprache.(„Niemiecka wymowa sceniczna”).
Przy kodyfikacji wymowy nie dążono do stworzenia całkowicie nowych reguł, ale oparto się na istniejącej już wymowie scenicznej niemieckich teatrów. Nowe reguły opierały się na północnoniemieckim typie wymowy. Stąd też zyskały mniej akceptacji w Niemczech Południowych. W Austrii ukazał się później suplement Österreichisches Beiblatt zum Siebs (ostatnie wydanie ukazało się w roku 1969).
W skodyfikowanej wymowie znalazły się m.in. następujące zalecenia:
- wyraźne odróżnienie spółgłosek dźwięcznych i bezdźwięcznych, np.: Bein / Pein, Gasse / Kasse;
- wyraźne odróżnienie samogłosek zaokrąglonych od niezaokrąglonych, np.: lügen / liegen;
- nagłosowe sp- i st- należy wymawiać jako schp-, scht- (sprechen, stehen);
- wygłosowe [-g] należy wymawiać jako [k], a nie [x], np.: Tag, Sieg, ale: ledig, würdig (wymowa jak miękkie ch);
- Samogłoski w sylabach potencjalnie długich należy wymawiać jako długie, np. Weg [ve:k] / Wege), Brot [bro:t] / Brote[2]

Siebsowskie reguły wymowy zostały pozytywnie przyjęte przez niemieckie teatry, stopniowo zdobyły sobie prawo obywatelstwa w szkole, kinie, radiu. Słownik Siebsa miał w kolejnych latach wiele wydań. Od 13. wydania w 1922 roku książka nosiła tytuł Deutsche Bühnenaussprache. Hochsprache, co miało sugerować, że nowe zasady wymowy dotyczą nie tylko wymowy scenicznej, ale całego języka niemieckiego. W wydaniach z roku 1962 (M. Mangold i. in.) (Mannheim) i 1969 (Helmut de Boor i. in.) uwzględniono normy wymowy potocznej.

## Publikacje Theodora Siebsa (wybór)
- Zur Geschichte der englisch-friesischen Sprache (1888)
- Beiträge zur deutschen Mythologie  (1891-1892)
- Greifswalder Lied (1897)
- Sylter Lustspiele (1898)
- Deutsche Bühnenaussprache (1898)
- Geschichte der friesischen Sprache (1901)
- Die Entwicklung der germanistischen Wissenschaft im letzten Viertel des neunzehnten Jahrhunderts (1902)
- Helgoland und seine Sprache (1909)
- Geschichte der deutschen Literatur bis zur Mitte des 11. Jahrhunderts (1920) (współautor: W. v. Unwerth)(1920)
- Schlesisches Wörterbuch. Bd. 1–5 (współautor: W. Jungandreas) (1935–1938)